# Jabari Walker

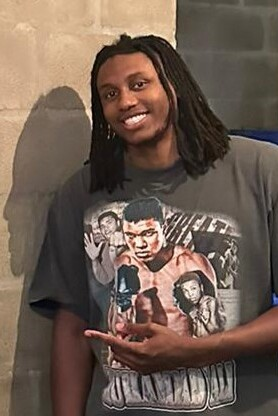
Jabari Walker, 2024.

Jabari Dominic Walker, född 30 juli 2002 i Wichita i Kansas, är en amerikansk professionell basketspelare (PF) som spelar för Philadelphia 76ers i National Basketball Association (NBA). Han har tidigare spelat för Portland Trail Blazers.
Walker draftades av Portland Trail Blazers i andra rundan i 2022 års draft som 57:e spelare totalt.
Innan han blev proffs studerade Walker vid University of Colorado Boulder och spelade för deras idrottsförening Colorado Buffaloes.
Han är son till Samaki Walker.